# Cha Yoon-sook
Cha Yoon-sook (kor. 차윤숙; * 20. Februar 1976) ist eine südkoreanische Badmintonspielerin. 

## Karriere
Cha Yoon-sook wurde bei den India Open 1997 Dritte im Damendoppel mit Kim Mee-kyung. Bei der Badminton-Weltmeisterschaft des gleichen Jahres startete sie ebenfalls im Doppel, diesmal jedoch mit Park Soo-yun an ihrer Seite. Nach zwei Siegen schieden sie dort im Achtelfinale aus und wurden somit 17. in der Endabrechnung.

## Referenzen
- Cha Yoon-sook beim Badminton-Weltverband

| Personendaten    | Personendaten                     |
| ---------------- | --------------------------------- |
| NAME             | Cha, Yoon-sook                    |
| ALTERNATIVNAMEN  | 차윤숙                            |
| KURZBESCHREIBUNG | südkoreanische Badmintonspielerin |
| GEBURTSDATUM     | 20. Februar 1976                  |